# Гражданские союзы в Сан-Марино
Сан-Марино признаёт гражданские союзы (итал. Unione Civile) однополых и разнополых пар с 5 декабря 2018 года. Закон о гражданских союзах вступил в полную силу 11 февраля 2019 года после ряда дальнейших правовых и административных изменений.

## История
В декабре 2017 года, после победы на выборах в ноябре 2016 года, левоцентристская коалиция (состоящая из «Объединённых левых», «Республики будущего» и Движения Civico 10) взяла на себя обязательство принять закон о гражданских союзах. Инициатива по легализации гражданских союзов была внесена в парламент 18 декабря 2017 года, первое чтение прошло 7 марта 2018 года. Согласно предложенному законопроекту, пары (разнополые или однополые) в гражданских союзах помимо других прав и льгот будет иметь такой же доступ к медицинским льготам, пенсионным и иммиграционным правам, что и женатые пары. Законопроект также допускал усыновление детей партнёра. Кроме того, дети, рождённые в гражданском союзе, а также дети, рождённые за границей, будут юридически признаны детьми обоих партнёров.
Публичная консультация состоялась 6 апреля 2018 года. Правительство указало, что оно постарается, чтобы инициатива прошла как можно скорее. 27 сентября 2018 года Комитет Совета по конституционным делам утвердил законопроект 12 голосами против 2 с некоторыми поправками. В то время как теперь разрешая публичные церемонии, Комитет предоставил гражданским партнёрам лишь ограниченный набор прав, вытекающих из брака (гражданство, иммиграционные, пенсионные права, здравоохранение, права наследования и право усыновления детей партнёра).
15 ноября 2018 года парламент утвердил законопроект во втором и окончательном чтении 40 голосами против 4 при 4 воздержавшихся. Закон был опубликован в Официальном бюллетене 20 ноября 2018 года и вступил в силу 5 декабря 2018 года, но ещё не был полностью в силе. Директор Гражданского статуса Лорелла Стефанелли заявила, что февраль 2019 года был вероятной датой для вступления в силу в ожидании делегированного указа, добавляющего необходимую правовую основу и ряд административных корректировок. В феврале 2019 года Гуэррино Дзанотти, член Большого генерального совета и государственный секретарь по внутренним делам, заявил, что делегированный указ будет принят Государственным конгрессом в течение нескольких дней. Указ был ратифицирован 11 февраля 2019 года. 25 февраля 2019 года состоялась первая церемония заключения гражданского союза между Эмануэле Леуцци и Марко Сервеллини, которые подали запрос 12 февраля.